# Крестовоздвиженская церковь (Ливадия)
Крестовоздвиженская церковь (Ливадия) — храм Русской православной церкви, расположенная в поселке Ливадия. 
https://t.me/livdc

## История
Заложена в 1862 году по инициативе императрицы Марии Александровны, архитектором И. Монигетти.
Задумана как сокровищница и хранилище религиозных реликвий Российского императорского дома.

В 1894 году в храме было совершено отпевание императора Александра III.
Здесь же Николай II принёс присягу на верность престолу и приняла Святое Православие его невеста — принцесса Алиса Гессенская, нареченная Александрою Феодоровной.
В 1910-1911 годах церковь была расширена по проекту Н. П. Краснова.

До 1917 года храм был дворцовой церковью императоров Александра II, Александра III, Николая II и их семей.
После Октябрьской революции закрыта, использовалась как клуб, склад и музейное помещение.
В 1991 году в храме возобновились богослужения.

## Современное состояние
Действующий храм. Богослужения совершаются ежедневно: утром в 9.00, вечером в 16.00. Входит в состав Ливадийского дворцово-паркового музея.